# 宣靖陵駅
宣靖陵駅（ソンジョンヌンえき）は、大韓民国ソウル特別市江南区三成洞にある、韓国鉄道公社（KORAIL）盆唐線とソウル地下鉄9号線の駅。韓国鉄道公社の駅にのみ、「韓国科学創意財団」の副駅名がある。

## 利用可能の鉄道路線
韓国鉄道公社
 盆唐線 - 駅番号はK214
ソウル市メトロ9号線
 9号線 - 駅番号は927

## 歴史
- 2012年10月6日 - 盆唐線の駅として開業。
- 2013年11月30日 - 盆唐線の急行の停車駅となる。
- 2015年3月28日 - 9号線が接続、乗換駅となる。

### 駅名制定論争
駅名の仮称は三陵駅だったが、郊外線にも三陵駅が存在しており、重複の問題を回避するため、江南区は新宣陵駅を提起した。しかし、一部の都市の専門家たちの否定的な意見があり、自治体に再意見要求の結果、宣靖陵駅に最終確定された。

## 駅構造
4箇所ある出入口と改札階（地下1階）は韓国鉄道公社とソウル市メトロ9号線で共用している（改札口は路線別）。出入口のポールサインは韓国鉄道公社仕様のものではなく、ソウルデザインガイドラインに基づいたデザインとなっている。

### 韓国鉄道公社
地下5階に相対式ホーム2面2線を有する地下駅で、エレベーター・エスカレーター・ホームドア設置駅。

#### のりば
| 1 | 盆唐線 | 宣陵・竹田・水原方面             |
| 2 | 盆唐線 | 江南区庁・ソウルの森・往十里方面 |

### ソウル市メトロ9号線
地下3階に相対式ホーム2面2線を有する地下駅で、エレベーター・エスカレーター・ホームドア設置駅。

#### のりば
| 宣靖陵/三成中央↑ |
| \| 上            |
| ↓総合運動場      |

| 上り | 9号線 | 三成中央・新論峴・開花方面 |
| 下り | 9号線 | 総合運動場方面             |

## 利用状況
盆唐線と9号線は改札口を共用しており、乗降数は二路線を合算したものである。
| 駅路線        | 乗車人員 | 乗車人員 | 乗車人員 | 乗車人員 | 乗車人員 | 脚 注 |
| 駅路線        | 2012年   | 2013年   | 2014年   | 2015年   | 2016年   | 脚 注 |
| ------------- | -------- | -------- | -------- | -------- | -------- | ----- |
| 盆唐線・9号線 | 8925     | 8911     | 8008     | 7209     |          | [ 2 ] |

## 駅周辺
- ソウル特別市江南瑞草敎育支援庁（朝鮮語版）
- 江南図書館（朝鮮語版）
- 江南区保健所
- ラマダソウルホテル
- 三陵公園
- 宣靖陵（朝鮮語版）
- 三成洞郵便局
- 三陵2洞住民センター
- マルー・エンターテインメント（朝鮮語版）
- メイクアス・エンターテインメント（朝鮮語版）
- iHQ（朝鮮語版）
- ハッピーフェイス・エンターテインメント（英語版）
- 駅三郵便取扱所
- 韓国科学創意財団（朝鮮語版）
- 韓国文化財財団（朝鮮語版）
- ヘチョン郵便取扱局

## 隣の駅
韓国鉄道公社
 盆唐線
急行・緩行
江南区庁駅 (K213) - 宣靖陵駅 (K214) - 宣陵駅 (K215)
ソウル市メトロ9号線
 9号線
急行
新論峴駅 (925) - 宣靖陵駅 (927) - 奉恩寺駅 (929)
一般
彦州駅 (926) - 宣靖陵駅 (927) - 三成中央駅 (928)